# Пітер Лоуфорд
Пітер Сідні Ернест Ейлен (англ. Peter Sydney Ernest Aylen), більш відомий як Пітер Лофорд (англ. Peter Lawford | ˈpiːtə ˈlɒfərd | , 7 вересня 1923, Лондон, Велика Британія — 24 грудня 1984, Лос-Анджелес, США) — британо-американський актор, продюсер, зять Джозефа Патріка Кеннеді, свояк Джона Кеннеді.

## Життєпис
Пітер народився 7 вересня у Лондоні. Його батьки — генерал — лейтенант сер Сідні Тьюрінг Берлоу Лоуфорд та Мей Соммервіль Банні. Лоуфорд був єдиною дитиною у сім'ї. На момент народження Пітера його мати була у шлюбі з підполковником Ернестом Вон Ейленом, одним із офіцерів сера Сідні, а батько був одружений із Мюріель Вільямс. Мей зізналася чоловікові, що дитина не від нього і ці події призвели до розлучень обидвох пар. Батьки Пітера одружилися 1924 року, коли їхньому синові виповнився рік.
Сім'я Лоуфорда мала тісний зв'язок з англійською аристократією через дружину його дядька Ернеста Лоуфорда (доньку 14-го графа Еґлінтона) та через його тітку Етель Тернер Лоуфорд (яка вийшла заміж за сина 1-го барона Евебері). Його тітка, Джессі Брюс Лоуфорд, ще одна із сестер його батька, була другою дружиною Гона Гартлі Вільямса, старшого судді Верховного суду штату Вікторія (Австралія).
Своє дитинство Лоуфорд провів у Франції. Офіційно він не навчався у школі, однак освіту отримав завдяки нянькам і репетиторам. Його навчання складалося також з уроків балету і тенісу.
У семирічному віці, він вперше знявся у англійському фільмі «Бідний старий Білл» (англ. Old Poor Bill). У віці 14-ти років Лоуфорд серйозно пошкодив праву руку, що зруйнувало плани його батьків про вступ їх сина на військову службу. Пітер вирішив зосередитись на акторській кар'єрі і це призвело до втрати ним спадку, який обіцяла йому тітка, якщо він вступить на військову службу. 

В 1938 році Лоуфорд дебютував у Голлівуді у фільмі «Лорд Джефф». Свою першу помітну роль зіграв 1942 року в фільмі « Янк у Ітоні» (головну роль виконав актор Міккі Руні).
Першу головну роль актор зіграв у фільмі «Син Лассі» (1945), який отримав світове визнання. Лоуфорд також знявся у мюзиклі Кетрін Грейсон-Джун Еллісон «Дві сестри з Бостона» (1946), який був дуже популярним. 1948 року знявся у фільмах « На острові з тобою», «Великодній парад», «Джулія Місбіхевс».

У 1959 році на запрошення Френка Сінатри приєднався до «Щурячої зграї» (команди діячів американського шоу бізнесу 1950-60 років), а також отримав роль у фільмі Never So Few. Пітер Лоуфорд і Френк Сінатра разом знялися в «Океанах 11» (1960). Лоуфорд також зіграв британського солдата у відомій ізраїльській драмі «Вихід» (1960).
У 1960 році він отримав громадянство США і брав участь у підготовці президентської кампанії свого свояка Джона Кеннеді. Лоуфорд зіграв сенатора в програмі «Поради і згода» (1962), а також лорда Ловата у фільмі «Найдовший день» (1962).
1961 року Лоуфорд та його менеджер Мілт Еббінс створили компанію англ. Chrislaw Productions, яка була названа на честь сина Пітера Крістофера. Лоуфорд підписав трирічну угоду з United Artists, що передбачала створення трьох фільмів та двох серіалів на 10 мільйонів доларів. Вільям Ашер повинен був бути виконавчим продюсером. Їх першим проектом мав стати римейк старого німого кіно «Велике пограбування поїзда». Цей фільм не було створено, проте вони випустили бойовик «Джонні Кул» (1963) з Генрі Сільвою та Елізабет Монтгомері в головних ролях.
В 1971 Лоуфорд знявся у фільмах «Крок поза межею», «Глиняний голуб» та «Смертельне полювання». Його останньою роллю у кіно була роль Монтегью Чіппендейла у фільмі «Де Парсіфаль?» (1983).
Лоуфорд помер у медичному центрі Седарс-Сінай, у Лос-Анджелесі напередодні Різдва 1984 року, у 61 — річному віці від зупинки серця. Тривалий час, він страждав від ниркової та печінкової недостатності через зловживання наркотиками. Його тіло було кремоване, а прах похований на кладовищі Меморіального парку Вествуд. Через конфлікти між його вдовою та кладовищем, прах Лоуфорда був вивезений з нього в 1988 році та розкиданий у Тихий океан біля узбережжя Каліфорнії його вдовою Патріцією Сітон Лоуфорд. За внесок у телевізійну індустрію Пітер Лоуфорд має зірку на Голлівудській алеї слави. Меморіальна дошка з ім'ям Лоуфорда встановлена в Меморіальному парку Вествуд-Віллідж.

## Особисте життя
У 1954 році одружився з молодшою сестрою Джона Кеннеді Патріцією Кеннеді. У пари народилося четверо дітей: син — актор Крістофер Лоуфорд (1955−2018), а також доньки Сідні Малея Лоуфорд (нар. 1956), Вікторія Френсіс Лоуфорд (нар. 1958) та Робін Елізабет Лоуфорд (нар. 1961). 1966 року Кеннеді і Лоуфорд розлучилися.
Лоуфорд тривалий час не спілкувався із своїм другом Френком Сінатрою через конфлікти, пов'язані з його свояком Джоном Кеннеді, коли останній був президентом США. Сінатра і Лофорд почали спілкуватися тільки після викрадення 8 грудня 1963 року сина співака — Френка Сінатри молодшого.
З донькою коміка Дена Роувена Мері Роувен актор одружився 1971 року. У січні 1975 року вони розлучилися. 1976 року він одружився з акторкою Деборою Гулд, з якою був знайомий три тижні. Лоуфорд і Гулд розлучилися в 1977 році. Після розлучення Лоуфорд переїхав до Сьєрра-Тауверс, де прожив наступні кілька років на тридцятому поверсі. Незадовго до смерті зустрів Патрицію Сітон, яка стала його четвертою і останньою дружиною.

## Фільмографія
- 1968 : Добрий вечір, місіс Кемпбелл / (Buona Sera, Mrs. Campbell) — американський лейтенант Джастін Янг
- 1969 : Квітневі безумства / (The April Fools) — Тед Гюнтер